# Heidi Robbins
Heidi Robbins (* 3. Juli 1991 in Seattle) ist eine US-amerikanische Ruderin, sie war Schlagfrau des Weltmeister-Achters 2014 und 2015.  
Robbins begann 2009 an der Princeton University mit dem Rudersport. 2013 graduierte sie in Ökologie und Evolutionsbiologie. Sie lebt und trainiert in Princeton, New Jersey.
2011 gewann sie mit dem US-Achter die Bronzemedaille bei den U23-Weltmeisterschaften, 2012 gewann sie den Titel. Ihr internationales Debüt in der Erwachsenenklasse gab sie im US-Achter mit einem Sieg beim Ruder-Weltcup 2013 in Luzern. 2014 trat sie im Weltcup im Doppelvierer an, bei den Weltmeisterschaften 2014 in Amsterdam siegte sie mit dem US-Achter vor Kanada und China. Im Jahr darauf auf dem Lac d’Aiguebelette setzte der Achter seine seit 2006 andauernde Siegesserie bei Weltmeisterschaften und Olympischen Spielen fort und gewann den Titel vor den Booten aus Neuseeland und aus Kanada.